# اورانا
اورانا (به انگلیسی: Orana) ناحیه‌ای واقع در ایالت نیو ساوت ولز در استرالیا می‌باشد. این ناحیه با در بر گرفتن ۲۵ درصد از مساحت نیو ساوت ولز بزرگترین ناحیه این ایالت محسوب می شود.